# 陽山県
陽山県（ようざんけん）は中華人民共和国広東省清遠市に位置する県。

## 歴史
秦朝により中国が統一されると、南海郡・桂林郡・象郡の嶺南三郡が設置され、県域に陽山関が設置されたのが県名の由来である。
前111年（元鼎6年）、南越国を滅亡させた前漢により陽山県が設置された。

< 廣東史志>によると、陽山県は約6000人の華僑の故郷であり、これらの華僑はマレーシア、アメリカ合衆国などに定住しています
GRAND THEFT AUTO V では、トレバー・フィリップスによると、犯罪組織「ロスサントストライアドス (Los Santos Triads) 」のリーダーである Wei Cheng と息子の Tao Cheng が陽山で生まれました。

## 行政区画
下部に12鎮、1民族郷を管轄する
- 鎮
  - 青蓮鎮、江英鎮、杜歩鎮、七拱鎮、太平鎮、楊梅鎮、大崀鎮、小江鎮、嶺背鎮、黄坌鎮、黎埠鎮、陽城鎮
- 民族郷
  - 秤架ヤオ族郷